# Dánský dům v Paříži
Dánský dům v Paříži (dánsky Danmarkshuset, francouzsky Maison du Danemark) je kulturní centrum v Paříži, jehož posláním je prezentovat dánskou kulturu ve Francii. Nachází se na Avenue des Champs-Élysées č. 142 v 8. obvodu. Bylo otevřeno v roce 1955.

## Historie
V 19. století se na místě dnešního Dánského domu nacházel zábavní park Jardin Beaujon známý svými ohňostroji a lety balónem. Na počátku 20. století byl na jeho místě postaven čtyřpatrový palác hôtel Subiran. Nápad vytvořit dánský dům v cizině vznikl na světové výstavě v Bruselu v roce 1935. Dánský stát získal pozemek v roce 1948, nechal zbořit palác Subiran a postavit Dánským dům s cílem podpořit dánský průmysl, zemědělství a kulturu. Základní kámen položil 23. září 1952 dánský premiér Erik Eriksen a francouzský ministr zahraničních věcí Robert Schumann. Část prostředků na výstavbu domu byla získána u příležitosti francouzsko-dánské výstavy v Kodani v roce 1950 a z výtěžku loterie. Celkové náklady činily 6,7 milionu dánských korun.
Slavnostní otevření proběhlo 23. dubna 1955 za přítomnosti dánského krále Frederika IX. a královny Ingrid, dánského premiéra H. C. Hansena a francouzského prezidenta René Cotyho.
V roce 1999 bylo rozhodnuto o rekonstrukci domu a změnu fasády. Přestavba začala v únoru 2001 a byla dokončena v prosinci téhož roku. V domě byla zřízena restaurace Copenhague a víceúčelový sál. V únoru 2002 byl Dánský dům opět otevřen za účasti královny Markéty II. a prince Henrika, pařížského starosty Bertranda Delanoë a ministra školství Jacka Langa.

## Činnost
Dánský dům je financován Dánskem a řízen správní radou tvořenou zástupci dánského velvyslanectví a ministerstva zahraničí. Jeho účelem je podporovat kulturní a ekonomické styky mezi Dánskem a Francií.